# Noordkaap (Noorwegen)
De Noordkaap (Noors: Nordkapp) aan de Barentszzee wordt traditioneel beschouwd als het noordelijkste puntje van het Europese continent. De kaap ligt op het eiland Magerøya, dat met een tunnel vanaf het vasteland te bereiken is. De Noordkaap is gelegen op 71° 10' 21" NB, in de naar de kaap genoemde gemeente Nordkapp nabij Hammerfest, in de provincie Finnmark in Noorwegen. De kaap ligt op 2080 km van de Noordpool.

## Het noordelijkste punt van Europa?
De Noordkaap is niet het noordelijkste punt van heel Europa, dat is Kaap Fligely op de eilandengroep Frans Jozefland die ook nog tot Europa behoort en ca. 600 km ten noorden van de Noordkaap ligt. De Noordkaap is evenmin het noordelijkste punt van het Europese vasteland in ruime zin (inclusief de kusteilanden), dat is Knivskjelodden dat zo'n anderhalve kilometer noordelijker is gelegen, eveneens op Magerøya. Het noordelijkste punt van het vasteland van Europa in enge zin (zonder eilanden) is het iets oostelijker gelegen Kinnarodden.

## Geschiedenis
Het was de Engelse zeevaarder Richard Chancellor die de kaap haar naam gaf. Hij was in 1553 op zoek naar de Noordoostelijke Doorvaart naar Indië. Een drukke handel tussen Engeland en Moermansk was hiervan het resultaat.
Op 25 december 1943 vond er in de nabijheid van de Noordkaap een zeeslag plaats waarbij het slagschip de Scharnhorst tot zinken werd gebracht. Van de 1934 opvarenden overleefden slechts 36 man de catastrofe.

## Bezoek
Omdat de Noordkaaphal zich in een landschappelijk beschermd gebied bevindt werd het drie verdiepingen tellend gebouw in de rots uitgehouwen. Het sterk toeristische complex heeft een winkel, enkele restaurants en een bioscoop.
Tijdens de winterperiode mogen plaatselijke toeristenbussen onder begeleiding van sneeuwruimers het laatste gedeelte van de weg van Honningsvåg naar de Noordkaap afleggen. Het is ook mogelijk om er met eigen vervoer te komen, maar alleen onder begeleiding.

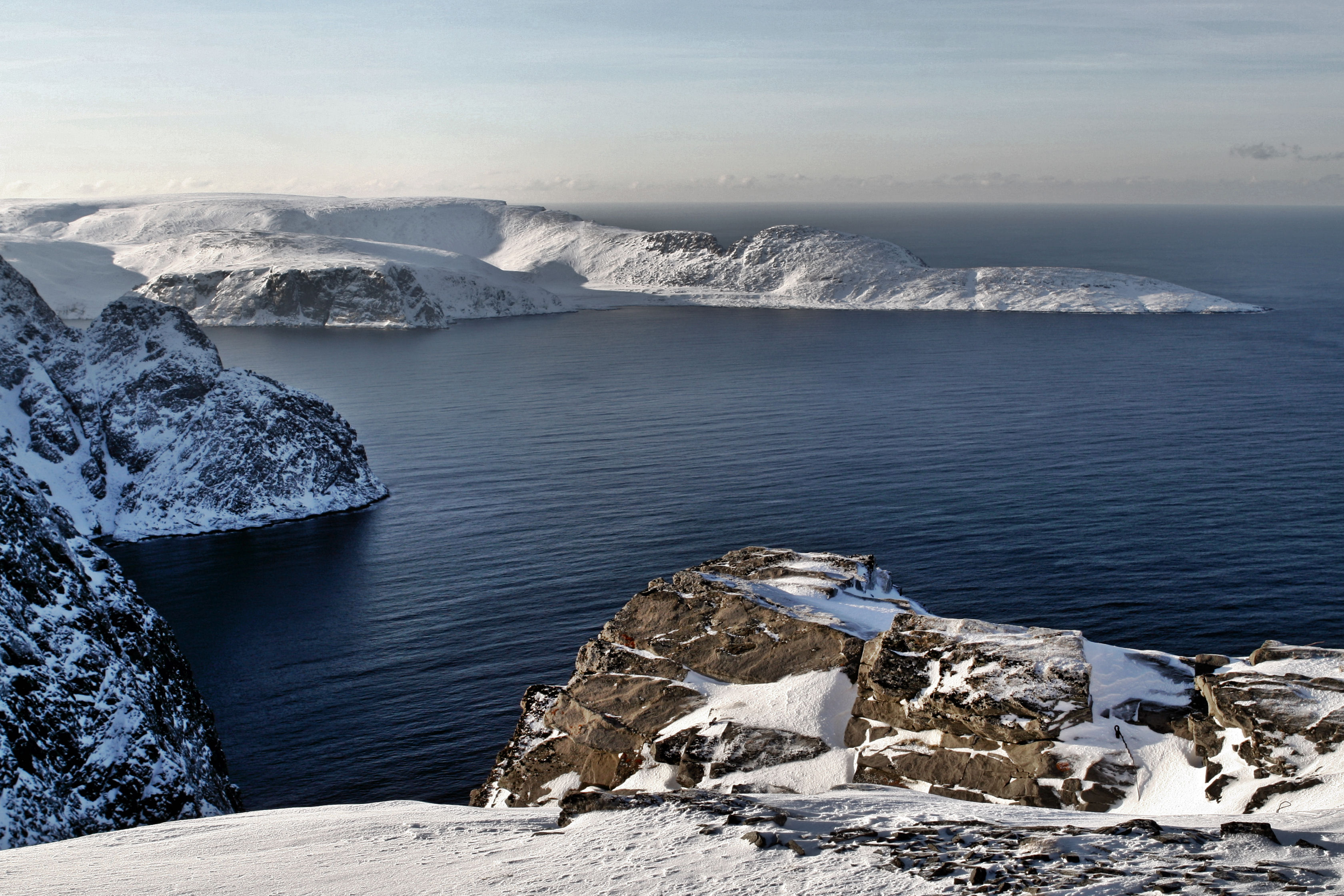
Knivskjellodden gezien vanaf de Noordkaap

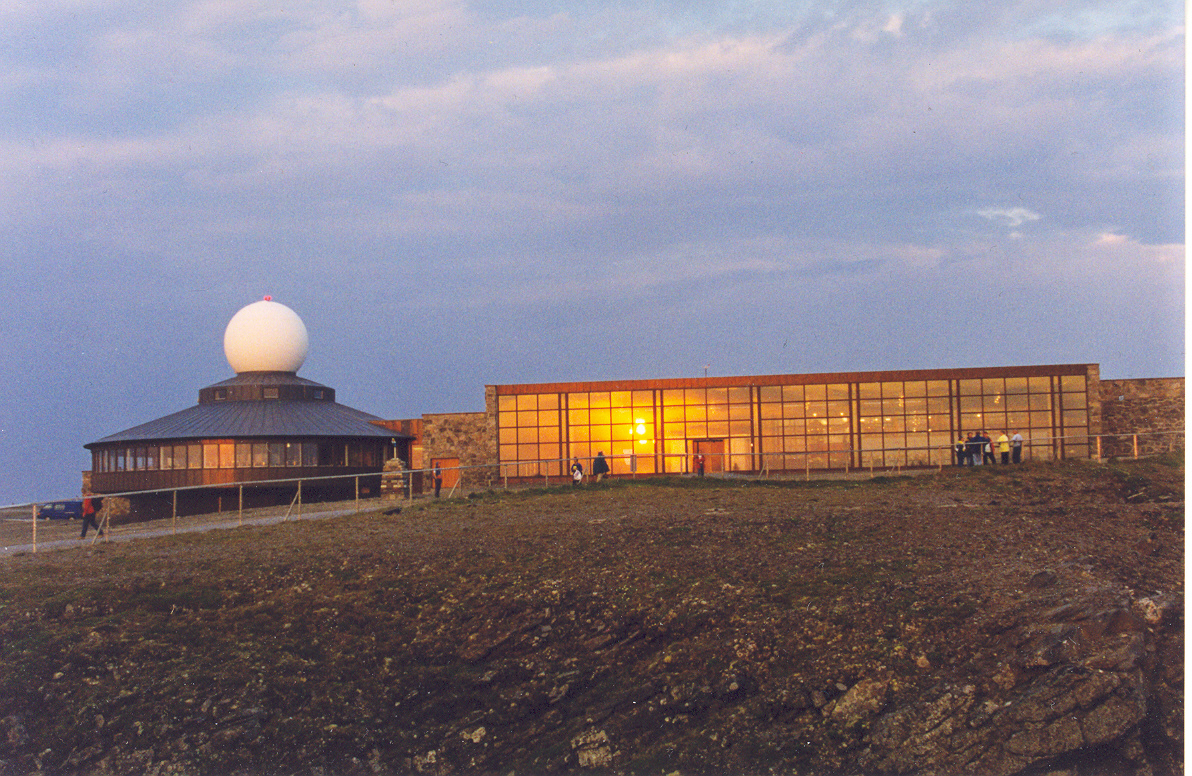
de Noordkaaphal